# 李常吉
李常吉（?—?），浙江海盐人，清朝政治人物。
浙江鄉試中舉。乾隆三十三年（1768年）至乾隆三十五年（1770年），擔任利川知县。